# 阿地瞿多
阿地瞿多（Atikūṭa），又称无极高，中印度人，唐朝佛教高僧。

## 生平
他于唐永徽三年（652年）到长安，唐高宗李治下敕安置在大慈恩寺。此时玄奘正翻译《俱舍论》、《集论》，李勣、尉迟敬德等数人请其到慧日寺的浮图院建立“陀罗尼普集会坛”，他在该寺中翻译《金刚大道场经》，集成《陀罗尼集经》。其影响了日本台密一宗。